# Markéta Götz-Stankiewicz
Markéta Götz-Stankiewicz, ur. jako Markéta Götzová (ur. 15 lutego 1927 w Libercu, zm. 6 listopada 2022 w Vancouver) – kanadyjska germanistka żydowskiego pochodzenia, promotorka czeskiej kultury, profesor uczelni w Stanach Zjednoczonych i Kanadzie.

## Życiorys
Urodziła się 15 lutego 1927 r. w Libercu w rodzinie Niemki i Żyda. Uczęszczała do niemieckiej szkoły w Místku, gdzie rodzina żyła od 1935 do 1948 r. Podczas niemieckiej okupacji jej ojciec (oficer armii austro-węgierskiej z I wojny światowej) był więziony w niemieckim obozie koncentracyjnym Theresienstadt. Pod koniec II wojny światowej pracowała w zakładzie fotograficznym. Wraz w 1948 r. wyemigrowała do Kanady, gdzie osiedli się w Toronto.
Götz-Stankiewicz, dzięki stypendium, podjęła studia na University of Toronto w dziedzinie literatury niemieckiej. Doktoryzowała się pracą poświęconą pisarzowi Wilhelmowi Raabemu. W 1959 r. otrzymała etat pracownika naukowego na Wydziale Filologii Niemieckiej University of British Columbia, w związku z czym przeniosła się do Vancouver. W 1980 r. została wybrana na stanowisko dziekana tegoż wydziału i pełniła swoją funkcję przez pięcioletnią kadencję.
W 1973 r. po raz pierwszy od emigracji odwiedziła Czechosłowację, gdzie zapoznała się z podziemną literaturą, po czym nawiązała trwałe kontakty z czeskimi dysydenckimi intelektualistami. W kolejnych latach regularnie podróżowała do Pragi, szmuglując zachodnie książki i wywożąc rękopisy na Zachód. W 1979 r. wydała przełomową publikację The Silenced Theatre: Czech Playwrights Without a Stage, która stała się wstępem do serii artykułów i wydań pozycji książkowych czeskich pisarzy. Sama zajmowała się ich tłumaczeniem na język angielski. Po upadku reżimu w Czechosłowacji w wyniku aksamitnej rewolucji została za tę działalność uhonorowana przez nowego demokratycznego prezydenta, pisarza Václava Havla. W 1992 r. formalnie odeszła z University of British Columbia na emeryturę, ale nadal publikowała i wykładała.
Wyróżniona UBC Excellence in Teaching Award (1972, 1992), Medalem Boeschensteina, Nagrodą Jiříego Theinera (2016).
Jej mężem był politolog i filozof Władysław Józef Stankiewicz, który zapisał część swojego księgozbioru Muzeum Narodowemu we Wrocławiu.
Zmarła 6 listopada 2022 r. w Vancouver. Część swojego majątku również zapisała Muzeum Narodowemu we Wrocławiu.